# Димитрије Крсмановић
Димитрије Н. Крсмановић (Тузла, 1840. -  Санкт Бласин, 22. октобар 1904.) био је српски трговац и предузетник.

## Одрастање, образовање и рана каријера
Завршио је трговачку школу у Пешти. Рану каријеру почео је у Шапцу у фирми "Браћа Крсмановић" коју је развио са оцем Николом, братом Алексом и стричевима Ристом и Јованом.

## Каријера трговца и предузетника
Трговачка фирма "Браћа Крсмановић" се бавила извозом сувих шљива у западноевропске земље и преко Трста у Америку. 
Димитрије је пуно улагао у некретнине. У Београду је поседовао једноспратницу на углу Косанчићевог венца и улице Кнеза Симе Марковића, прекопута Саборне цркве. Некада позната као Кућа Димитрија Крсмановића, данас је то зграда Аустријске амбасаде.
Димитрије је поседовао хотел "Славија" који је купио крајем 19. века. Од стрица је наследио купатило у Душановој улици "Крсмановићево купатило".

## Политичке и руководеће функције
По политичком опредељењу био је напредњак. Краљ Александар Обреновић га је именовао за краљевског посланика у скупштини у мандату 1894-1896. Био је члан управних одбора Српског краљевског повлашћеног бродарског друштва и Самосталне монополске управе.

## Приватно
Са супругом Јованком из познате шабачке породице, имао је шесторо деце. Умро је у бањи Санкт Бласин у Немачкој, где се лечио од плућне болести. Сахрањен је на Новом Гробљу у Београду.